# 托尔斯滕·恩格尔曼
托尔斯滕·恩格尔曼（德語：Thorsten Engelmann，1981年7月20日—），德国男子赛艇运动员。他曾代表德国参加世界赛艇锦标赛，获得一枚金牌、二枚银牌和二枚铜牌。他也参加了2004年夏季奥运会。